# Olivera Milunović
Olivera Milunović (szerbül: Оливера Милуновић; 1992. szeptember 25. –) szerb női labdarúgó. Az MTK Budapest támadója.

## Pályafutása
A szabácsi Mačva gárdájánál kezdte karrierjét, majd Kruševacban már az élvonalban is pályára léphetett. Három szezon után Angliában, a Keynsham Town csapatánál folytatta és ez időszak alatt kereste meg a Spartak Subotica, akikkel két évvel később szerződést kötött. Bár a szerb gigásznál sok lehetőséget nem kapott az újonnan létrehozott Diósgyőri VTK felkeresését nem utasította vissza. A másodosztályban 8 meccsen 24-szer talált be, mellyel fontos szerepet vállalt a piros-fehérek diadalmenetében és sikerült a DVTK-t az NBI színpadára juttatni.
Tíz találatot szerzett csapata 2018. október 21-én lejátszott, Ajka elleni 26–0 arányban megnyert kupamérkőzésén.
2019-ben júliusában az MTK Budapest csapatához igazolt.

## Sikerei

### Klubcsapatokban
Szerb bajnok (3):
- Spartak Subotica (3): 2015, 2016, 2017

 Szerb bajnoki ezüstérmes (2):
- Napredak Kruševac (2): 2011, 2013

 Szerb kupagyőztes (3):
- Spartak Subotica (3): 2015, 2016, 2017

 Magyar bajnoki ezüstérmes (1):
- MTK Budapest (1): 2020–21

 Magyar bajnoki bronzérmes (3):
- Diósgyőri VTK (2): 2017–18, 2018–19
- MTK Budapest (1): 2021–22

 Magyar kupadöntős (2):
- Diósgyőri VTK (2): 2017–18, 2018–19